# Club Deportivo Barranquilla
Deportivo Barranquilla fue un club de fútbol colombiano, de la ciudad de Barranquilla, Atlántico. Fue fundado en 1949  y jugó en la Categoría Primera A sólo ese campeonato de 1949.

## Historia
El Deportivo Barranquilla, nació en 1949 para tomar el lugar del Junior que, a pesar de ser el flamante subcampeón de 1948, no jugó en el segundo campeonato profesional por diferencias entre la naciente Dimayor y la entonces Federación de Fútbol, con sede en la capital del Atlántico. 
No logró una buena actuación y se retiró de la Categoría Primera A en ese mismo año de 1949.

## Estadio
Estadio Romelio Martínez, con capacidad para 20.000 personas.

## Uniforme
- Uniforme titular: Camiseta blanca, pantalón blanco, medias blancas
- Uniforme alternativo: Camiseta roja, pantalón blanco, medias blancas

## Datos del Club
- Puesto histórico: 44.º
- Temporadas en 1ª: 1(1949).
- Mejor puesto:
  - En Primera A: 13.º (1949).
- Peor puesto: 
  - En Primera A: 13°(1949).